# Crazy Competition
Crazy Competition (dt. Verrückter Wettbewerb) ist eine deutschsprachige Fernsehshow des Fernsehsenders ProSieben.

## Konzept
In jeder Folge treten zwei "verfeindete" Nachbardörfer, in drei Disziplinen oder auch Competition genannt, gegeneinander an. Zur besseren visuellen Unterscheidung der beiden Dörfer werden ihnen die Farben rot und blau zugeordnet. Die Dörfer werden von den Prominenten Jumbo Schreiner (rot) und Sonya Kraus (in Folge 5 von Johanna Klum vertreten) (blau) unterstützt, welche jeweils einem Dorf als Paten zugewiesen werden. Die Disziplinen sind in unterschiedliche Kategorien aufgeteilt, welche sich Crazy Cooking, Fun und  Action nennen. In der Kategorie Crazy Cooking müssen die Dörfer verschiedenes Essen im XXL-Format zubereiten. Die Kategorie Action benötigt technische Vorarbeit und den meisten Aufwand da für diese Spiele unterschiedliche Objekte umgebaut werden müssen. Für das Gewinnen der ersten "Competition" gibt es 1 Punkt für die zweite 2 Punkte und für das dritte entscheidende Match gibt es 3 Punkte. Welches Dorf am Ende die meisten Punkte hat bekommt 10.000 Euro. Das Verliererdorf muss ein Jahr lang den „Stein der Schande“ an einer Position im Dorf aufstellen, die vom Gewinnerdorf bestimmt wird.

## Quoten
Aufgrund guter Quoten nach den ersten zwei Folgen hat der Münchner Privatsender ProSieben neue Folgen in Auftrag gegeben. In der dritten Show sanken die Quoten allerdings stark. Die Vierte Show konnte zwar nicht an den ersten beiden Shows anknüpfen, hatte allerdings bessere Quoten als die dritte Show.

## Verlauf einzelner Folgen

### Folge 1: Glees gegen Wassenach
In der Pilotfolge von Crazy Competition, welche am 1. Juli 2010 ausgestrahlt wurde, traten die verfeindeten Dörfer Glees und Wassenach zur Crazy Competition an. Sonya Kraus war die Patin von Glees und Jumbo Schreiner war der Pate von Wassenach.
Der Wettkampf startete mit der Kategorie Fun, in der drei Männer, jeweils aus einem Dorf, hintereinander mit einer Frau auf den Rücken durch einen Parcours laufen mussten. Die Frauen trugen dabei einen Staffelstab mit sich, der nach Beendigung einer Runde an das nächste Paar weitergegeben werden musste. Verloren die Frauen beim Bewältigen des Parcours ihren Stab oder fielen sie sogar von dem tragenden Mann runter gab es 4 Strafsekunden. Glees gewann dieses Match mit 4 Minuten und 51 Sekunden, weil Wassenach in der ersten und dritten Runde einmal die Frau verlor. Damit führte Glees mit 1:0.
Im zweiten Match Crazy Cooking mussten die Dörfer ein XXL-Lebkuchenhaus bauen. Wassenach gewann mit dem größeren und standhafteren, da sich das Gleeser Lebkuchenhaus durch die über Nacht eingetretene Luftfeuchtigkeit in seine Einzelteile auflöste. Damit stand es 2:1 für Wassenach.
Im dritten Match gab es ein Seifenkistenrennen mit Mülltonnen zwischen den Dörfern. In den ersten zwei Durchläufen durften die Mülltonnen (80 Liter und 240 Liter Fassungsvermögen) nur minimal verändert werden. Im dritten Durchlauf, in der Königsklasse, durften die Mülltonnen beliebig umgebaut werden. In der 80-Liter-Klasse gewann Glees, in der 240-Liter-Klasse Wassenach. Die Entscheidung sollte also in der Königsklasse fallen. Es kam jedoch zu einem Frühstart und zu einem Unfall, bei dem beide Mülltonnenfahrzeuge so stark beschädigt wurden, dass eine Rennwiederholung unmöglich war. Daher einigte man sich darauf, das Finalrennen mit den 80-Liter-Mülltonnen durchzuführen. Glees gewann erneut und holte sich damit die letzten Punkte, die es zum 4:2-Sieg benötigte.

### Folge 2: Wiggensbach gegen Buchenberg
In der zweiten Folge, welche am 8. Juli 2010 ausgestrahlt wurde, traten die Dörfer Wiggensbach und Buchenberg an. Wiggensbach wurde von Sonya Kraus und Buchenberg wurde von Jumbo Schreiner begleitet.
Im ersten Match in der Kategorie Crazy Coocking hieß es: Weißwurst XXL. Welches Team die schwerste Weißwurst hat, welche auch noch die gleiche Form hat und noch nach Weißwurst schmecken muss, hat gewonnen. Den ersten Punkt bekam Buchenberg.
Im zweiten Match in der Kategorie Fun mussten je 30 Personen aus den Dörfern Wetttrinken. Wer auf die Toilette musste, schied aus. Gewonnen hat diesmal Wiggensbach. Somit führte Wiggensbach.
Im dritten Match Action musste man Autos so umbauen, dass sie von einer Rampe mit einem Druckluftkatapult aus am weitesten fliegen. Ursprünglich hatte jedes Dorf nur eine Chance. Das Auto von Wiggensbach erlitt jedoch einen ungewollten Frühstart als eine Fehlzündung die am Auto befestigten Feststoffraketen auslöste. Sie bekamen noch eine zweite Chance und gewannen schließlich mit 40 Metern unterschied. So hat Wiggensbach mit dem Punktestand 5:1 gewonnen.

### Folge 3: Heiden gegen Marbeck
In der dritten Folge, welche am 15. Juli 2010 ausgestrahlt wurde, traten die Dörfer Heiden und Marbeck an. Jumbo Schreiner war der Pate von Marbeck und Sonya Kraus die Patin von Heiden.
In der Kategorie Fun mussten die Dörfer riesige Papierboote bauen, um Personen von einem Ende eines Schwimmbeckens zum anderen zu bringen. Welches Dorf die meisten Menschen transportieren konnte, hat gewonnen. Heiden schaffte 6 Personen, Marbeck nur 2. Somit lagen die Heidener mit einem Punkt in Führung.
In der Kategorie Crazy Cooking mussten die Dörfer eine riesige Pizza backen. Die größte und dazu noch genießbare Pizza sollte gewinnen. Marbecks Pizza hatte einen um 7 cm größeren Durchmesser als die Pizza aus Heiden und war auch genießbar. Somit war der neue Punktestand 2:1 für Marbeck.
Im dritten Match Action mussten die Dörfer mit Siebener-Tandems gegeneinander antreten. Wer schneller das Ziel erreicht, hat gewonnen. Hier gewann Marbeck und entschied die Crazy Competition mit 5:1 für sich.

### Folge 4: Wattenbek gegen Brügge
In der vierten Folge, welche am 22. Juli 2010 ausgestrahlt wurde, traten die norddeutschen Dörfer Wattenbek und Brügge an. Schreiner war der Pate von Wattenbek und Sonya Kraus die Patin von Brügge.
In der ersten Kategorie Crazy Coocking bekam das Dorf ein Punkt, welches das schwerste, genießbare Schnitzel briet. Wattenbeks Schnitzel wog 58 kg, Brügges Schnitzel nur 22,8 kg. Da beide Schnitzel genießbar waren, ging der erste Punkt an Wattenbek.
2 Punkte bekam das Dorf, welches in der Kategorie Fun ihr Segelauto schneller durchs Ziel bringen konnte als das Gegnerdorf. Brügge gewann.
In der entscheidenden dritten Kategorie Action bekam das Siegerdorf drei Punkte. Jeweils ein Dorfbewohner sprang von einem Gerüst auf einem Wasserkatapult. Wer von dort aus am weitesten geschleudert wurde, bekam die alles entscheidenden drei Punkte. Wattenbek gewann die Kategorie und somit auch die Crazy Competition mit insgesamt 4:2.

### Folge 5: Reifferscheid gegen Antweiler
In der fünften Folge, welche am 29. Juli 2010 ausgestrahlt wurde, traten die Dörfer Reifferscheid und Antweiler an. Da Sonya Kraus bei der Aufzeichnung verhindert war, wurde sie in dieser Folge einmalig von der Moderatorin Johanna Klum vertreten. Klum war die Patin von Reifferscheid. Die Patenschaft für Antweiler hatte Jumbo Schreiner.
In der ersten Kategorie Crazy Cooking sollte das Dorf ein Punkt gewinnen, welche die längste Pfannkuchenrolle mit Marmelade herstellen kann. Die Pfannkuchenrolle aus Antweiler war zwar 80 cm länger als die aus Reifferscheid, allerdings war sie nicht genießbar. Somit gewann Reifferscheid trotz kürzerer Rolle den ersten Punkt.
In der zweiten Kategorie Fun duellierten sich die beiden Dörfer beim Käserennen. Dabei war es das Ziel, einem Käse hinterherzulaufen und zu fangen, der einen steilen Berg heruntergerollt wurde. Es gab fünf Durchläufe, wobei jedes Mal für ein Dorf 5 Läufer an den Start gingen. Die Rennen 1, 3 und 5 wurden von ausschließlich männlichen Läufern und die Rennen 2 und 4 nur von Frauen durchgeführt. Im ersten Durchlauf hatte ein Mann aus Antweiler den Käse als erstes in den Händen. Im zweiten Durchlauf hatte eine Reifferscheiderin die Nase vorn. Beim dritten Versuch mit hatte wieder Reifferscheid den Punkt gemacht. Im vierten Durchlauf hat Antweiler den Käse zuerst gefangen. Im allesentscheidenden fünften Durchlauf konnte ein Antweiler Bürger den Käse fangen. Somit hat Antweiler mit 3:2 dieses Spiel und somit auch 2 Punkte für die Gesamtwertung gewonnen. Somit steht es 1:2 für Antweiler.
In der dritten Kategorie Action gab es die allesentscheidenden drei Punkte. Anstatt Motoren wurden Feuerlöscher an verschiedenen Gefährten montiert. Es gibt bei diesem Rennen drei Rennklassen. Das Dorf mit der schnellsten Zeit, unabhängig von der Rennklasse, trägt den Sieg davon. In der ersten Klasse Feuerstuhlrennen kam Antweiler mit einem deutlichen Vorsprung ins Ziel. Im Badewannenrennen kam Antweiler bereits zum zweiten Mal als Erster ins Ziel. In der Königsklasse gewann Reifferscheid und unterbot die von Antweiler in den ersten beiden Rennen aufgestellte Bestzeit. Somit hat Reifferscheid die dritte Competition und somit auch die gesamte Competition mit 4:2 für sich entschieden.

### Folge 6: Wingst gegen Oberndorf
In der sechsten Folge, welche am 5. August 2010 ausgestrahlt wurde, traten die Dörfer Wingst und Oberndorf an. Der Pate von Wingst war Jumbo Schreiner und die Patin von Oberndorf war Sonya Kraus, welche wieder aus ihrem Urlaub zurückgekehrt ist.
In der ersten Kategorie Crazy Cooking mussten die Dörfer einen genießbaren Kartoffelpuffer mit möglichst großem Umfang backen. Oberndorf entschied dieses Spiel für sich, da der Puffer aus Wingst zwar größer, jedoch nicht genießbar war. Somit stand es nach dem ersten Match 1:0 für Oberndorf.
In der Kategorie Fun traten die Dörfer im 8ter-Rudern an. Aufgabe war es, einen Wasserskifahrer über eine Strecke von 200 Metern mit einem mit 8 Mann (plus Steuermann) besetzten Ruderboot zu ziehen. Zu Beginn des Rennens ging das Team aus Oberndorf sofort in Führung und baute diesen Vorsprung kontinuierlich aus. Jedoch verlor die Wasserskifahrerin des Oberndorfer Bootes ca. 2 Bootlängen vor dem Ziel einen Ski. Das Boot musste anhalten, um den verlorenen Ski wieder einzusammeln, da die Regeln vorschrieben, dass die komplette Ausrüstung mit dem Wasserskifahrer im Ziel ankommen muss. Diesen Umstand nutzte das ansonsten deutlich langsamere Boot aus Wingst um als erstes die Ziellinie zu überqueren. Somit führte Wingst mit 2:1.
In der letzten und entscheidenden Kategorie Action mussten die Dörfer Strohballen-Jenga spielen. Es wurde ein Turm aus Strohbällen gebaut und die Dörfer musste mittels eines Teleskopladers abwechselnd einen Strohballen aus dem Turm ziehen und oben wieder auflegen. Für jeden Spielzug hatten sie 5 Minuten Zeit und der Turm musste nach dem Auflegen 30 Sekunden stehen. Um zu entscheiden wer anfangen darf, wurden Strohhalme gezogen, wobei Sonya Kraus den Kürzeren zog. Da sie die Patin von Oberndorf war, durfte Wingst beginnen. Beide Teams konnten problemlos jeweils einen Ballen regelgerecht entfernen und auflegen. Beim 2. Versuch des Wingster Teams kippte der Turm jedoch um, was Oberndorf den Sieg dieses Spiels und auch der gesamten Competition mit 4:2 sicherte.

### Folge 7: Sankt Englmar gegen Kollnburg
In der siebten und letzten Folge der ersten Staffel, welche am 12. August 2010 ausgestrahlt wurde, traten die Dörfer Sankt Englmar und Kollnburg an. Sankt Englmar erhielt dabei Unterstützung von Jumbo Schreiner, Kollnburg von Sonya Kraus.
Der Wettkampf begann in der Kategorie Crazy Cooking mit dem Zubereiten eines möglichst schweren Semmelknödels. Anders als in den vorigen Sendungen, hatten die beiden Dörfer hier kein Spiel mit Zeitlimit zu bestreiten, sondern die Knödel wurden in Heimarbeit gefertigt und mussten nur zu einem bestimmten Termin vorgeführt werden. Der schwerste, genießbare Knödel, der eine intakte Knödelform aufweist, sollte den ersten Punkt in das jeweilige Dorf holen. Beide Knödel brachen jedoch auseinander, womit kein Dorf die Bedingungen erfüllte und kein Punkt vergeben werden konnte. Daher stand es nach dem ersten Spiel 0:0.
Die Aufgabe des Spiels der Kategorie Fun bestand darin, in 10 Minuten möglichst viele Personen mittels eines Floßes, welches aus PET-Flaschen bestand, über einen See zu bringen. Dieses Spiel entschied Kollnburg für sich, womit der aktuelle Punktestand 2:0 für Kollnburg lautete.
Das Spiel der Kategorie Action war Mofa-Hill-Climbing. Die Mofas (max. 50 cm3 Hubraum) mussten in 3 verschiedenen Kategorien einen steilen Berg hinauffahren. Dabei galt es die schnellste Gesamtzeit summiert über alle 3 Rennen zu erreichen. In der ersten Runde Klassik durften die Mofas kaum verändert werden. Sankt Englmar gewann dieses Rennen mit einem Vorsprung von 3,6 Sekunden. Als zweites folgte die Königsklasse, in der die Mofas fast beliebig umgebaut werden konnten. Diesmal gewann der Fahrer aus Kollnburg. Jedoch blieb Sankt Englmar in Führung, da der Abstand der beiden Fahrer nur 1,2 Sekunden betrug. Die Entscheidung fiel im letzten Rennen Romantik. Hier musste ein Mofa mit einem Beiwagen ausgestattet werden, so dass ein Mann und eine Frau mitfahren konnten. Das Gespann aus Kollnburg gewann das letzte Rennen mit einem großen Vorsprung und somit auch das gesamte Spiel. Die Competition konnte Kollnburg mit 5:0 für sich entscheiden.
In dieser Ausgabe von Crazy Competition kam es zum ersten Mal vor, dass in einem Spiel kein Punkt vergeben werden konnte. Außerdem war es auch das erste Mal, dass ein Dorf kein einziges der drei Spiele gewinnen konnte.

## Kritiken
„[...] Die Drei-Zentner-Fressmaschine Schreiner und die Stahlbarbie Kraus auf Tuchfühlung mit ganz normalen Menschen, das wirkt schon bizarr. [...] Im vergangenen Jahr hieß der Selbstrettungsversuch "Sommermädchen", [...] Im Vergleich zu den sommeröden 135 Minuten "Crazy Competition" erscheinen die in Butter und Öl eingeriebenen jungen Frauen beim Wasserrutschenwettrennen rückblickend tatsächlich als spannendes Sportfernsehen.“

„Was wirklich verrückt ist an „Crazy Competition“? Wie dreist der Sender so ein Ramsch-Programm als TV-Höhepunkt verkauft. Wie unbeirrt Menschen wie Jumbo Schreiner und Sonya Kraus ihre Flachdenkerkultur im Fernsehen ausstellen.“